# Томас, Эдвард (поэт)
Эдвард Томас (англ. Edward Thomas, 3 марта 1878 — 9 апреля 1917) — англо-валлийский писатель и поэт. Считается военным поэтом, однако только несколько стихотворений связаны с его непосредственным военным опытом. Обратился к поэзии в 1914 году, когда уже был состоявшимся писателем. Вступил в армию в 1915 году и погиб в битве при Аррасе, вскоре после прибытия во Францию.
Эдвард Томас в числе 16 поэтов времён Великой войны (Первой мировой войны), перечисленных на мемориальной доске в Уголке поэтов Вестминистерского аббатства. Поэзия Эдварда Томаса сочетает военную тематику с прекрасными описаниями сельской местности.

## Биография
Родился в семье чиновника. После получения исторического образования в Линкольн-колледже Оксфордского университета работал литературным критиком в газете. Был другом Роберта Фроста, когда тот жил в Великобритании. Именно Фрост после начала Первой мировой войны убедил Томаса обратиться к поэзии. 
В июле 1915 года Томас записался добровольцем в армию, в ноябре 1916 года он стал вторым лейтенантом артиллерии. Был убит взрывом снаряда в апреле 1917 года в первый день битвы при Аррасе.

## Цитаты
«Прошлое — единственное из мёртвого, которое имеет приятный запах.»

### Поэзия
- 6 стихотворений = Six Poems, under pseudonym Edward Eastaway, Pear Tree Press, 1916.
- Стихотворения = Poems, Holt, 1917.
- Последние стихотворения = Last Poems, Selwyn & Blount, 1918.
- Сборник стихотворений = Collected Poems, Selwyn & Blount, 1920.
- Две поэмы = Two Poems, Ingpen & Grant, 1927.
- Стихотворения Эдварда Томаса = The Poems of Edward Thomas, R. George Thomas (ed), Oxford University Press, 1978
- Эдвард Томас: Зеркало Англии = Edward Thomas: A Mirror of England, Elaine Wilson (ed), Paul & Co., 1985.
- Стихотворения Эдварда Томаса = The Poems of Edward Thomas, Peter Sacks (ed), Handsel Books, 2003.
- Аннотированное собрание стихотворений = The Annotated Collected Poems, Edna Longley (ed), Bloodaxe Books, 2008.

### Эссе
- Horae Solitariae, Dutton, 1902.
- Оксфорд = Oxford, A & C Black, 1903.
- Прекрасный Уэльс = Beautiful Wales, Black, 1905.
- Сердце Англии = The Heart of England, Dutton, 1906.
- Южная страна = The South Country, Dutton, 1906, Tuttle, 1993.
- Покой и смятение = Rest and Unrest, Dutton, 1910.
- Свет и сумерки = Light and Twilight, Duckworth, 1911.
- Последняя связка = The Last Sheaf, Cape, 1928.